# Miriam Bulgaruová
Miriam Bianca Bulgaruová (* 8. října 1998 Alba Iulia, Sedmihradsko) je rumunská profesionální tenistka. V sérii WTA 125 vybojovala jednu singlovou trofej. V rámci okruhu ITF získala pět titulů ve dvouhře a tři ve čtyřhře.
Na žebříčku WTA byla ve dvouhře nejvýše klasifikována v říjnu 2024 na 176. místě a ve čtyřhře v červnu 2021 na 371. místě.
V rumunském týmu Billie Jean King Cupu debutovala v roce 2025 tokijskou světovou kvalifikací proti Kanadě, v níž prohrála dvouhru s Victorií Mbokovou. Rumunky odešly poraženy 0–3 na zápasy. Do listopadu 2025 v soutěži nastoupila k jedinému mezistátnímu utkání s bilancí 0–1 ve dvouhře a 0–0 ve čtyřhře.

## Tenisová kariéra
V hlavní soutěži okruhu WTA Tour debutovala červencovým BRD Bucharest Open 2018, jenž probíhal na bukureštské antuce. Z pozice 398. tenistky žebříčku obdržela divokou kartu do dvouhry a po boku Maďarky Anny Bondárové i do čtyřhry. V singlové soutěži získala jen čtyři gamy na Číňanku Wang Ja-fan z deváté světové desítky. V deblu s Bondárovou podlehly druhým nasazeným Australankám Monique Adamczakové s Jessicou Mooreovou.

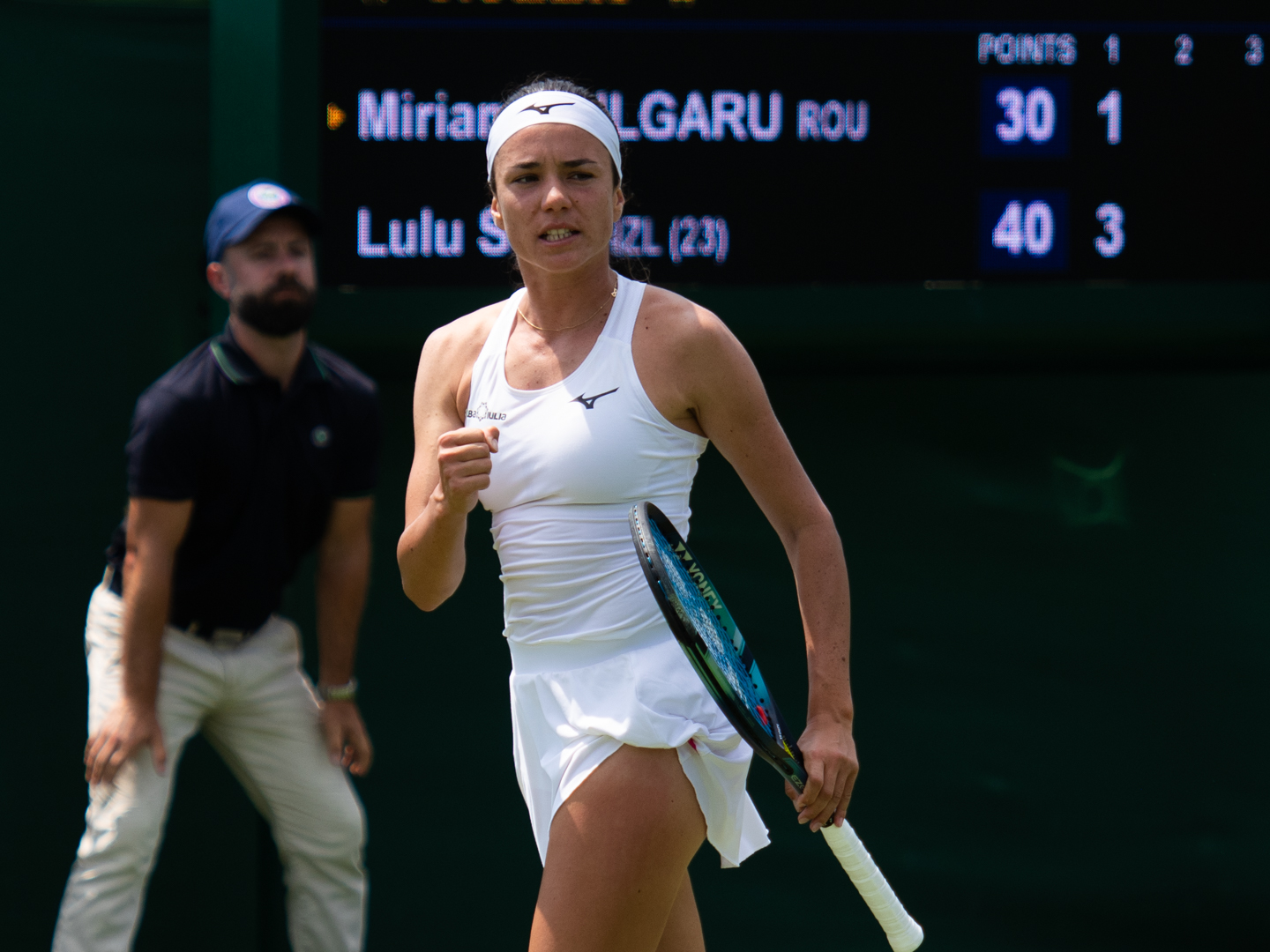
V kvalifikaci Wimbledonu 2024

První zápas na túře WTA vyhrála během halového Transylvania Open 2023 v Kluži, když na úvod zdolala šťastnou poraženou z kvalifikace, Turkyni İpek Özovou. Poté však nenašla recept na čtvrtou nasazenou Španělku, šedesátou sedmou hráčku pořadí Rebeku Masárovou, po třísetovém průběhu.
Do grandslamové kvalifikace premiérově zasáhla na French Open 2023. V jejím druhém kole však podlehla dvacáté šesté nasazené Kayle Dayové ze Spojených států. Přes nasazené Kaju Juvanovou a Dalmu Gálfiovou prošla do semifinále lublaňského Zavarovalnica Sava Open 2023 v sérii WTA 125. V něm ale nezvládla koncovky obou setů proti turnajové pětce Marině Bassolsové Riberové, která následně soutěž ovládla. Po skončení debutovala v první světové dvoustovce žebříčku, když 18. září 2023 vystoupala na 183. místo. Na zářijovém Țiriac Foundation Trophy 2024, bukurešťském antukovém turnaji, vybojovala první titul na okruhu WTA 125. Po setu ztratila v semifinále s gruzínskou kvalifikantkou Jekatěrinou Gorgodzeovou i finále s Lichtenštejnkou Kathinkou von Deichmannovou, jež byla jako 199. hráčka žebříčku o tři místa výše postavená. Trofej převzala od Halepové a Comaneciové. Bodovým ziskem vylepšila o pět příček žebříčkové maximum, když v polovině září 2024 figurovala na 178. pozici.

## Finále série WTA 125

### Dvouhra: 1 (1–0)
| Legenda       |
| ------------- |
| WTA 125 (1–0) |

| Stav    | č. | datum     | turnaj             | povrch | soupeřka ve finále        | výsledek      |
| ------- | -- | --------- | ------------------ | ------ | ------------------------- | ------------- |
| Vítězka | 1. | září 2024 | Bukurešť, Rumunsko | antuka | Kathinka von Deichmannová | 6–3, 1–6, 6–4 |

## Tituly na okruhu ITF
| Turnaje okruhu ITF         | Turnaje okruhu ITF            |
| -------------------------- | ----------------------------- |
| Turnaje W100 (100 000 $)   | Turnaje W80 (80 000 $)        |
| Turnaje W75/W60 (60 000 $) | Turnaje W50/W40 (50/40 000 $) |
| Turnaje W35/W25 (25 000 $) | Turnaje W15/W10 (15/10 000 $) |

### Dvouhra (5 titulů)
| Č. | datum         | turnaj                    | kategorie | povrch | poražená finalistka     | výsledek    |
| -- | ------------- | ------------------------- | --------- | ------ | ----------------------- | ----------- |
| 1. | květen 2016   | Galați, Rumunsko          | 10 000    | antuka | Oana Georgeta Simionová | 6–3, 6–1    |
| 2. | září 2017     | Varna, Bulharsko          | 15 000    | antuka | Cristina Adamescuová    | 6–0, 7–6(5) |
| 3. | červenec 2018 | Curtea de Argeș, Rumunsko | 15 000    | antuka | Andreea Mituová         | 6–4, 7–5    |
| 4. | únor 2021     | Antalya, Turecko          | W15       | antuka | Pak So-hjon             | 6–2, 6–3    |
| 5. | září 2022     | Otočec, Slovinsko         | W25       | antuka | Paula Ormaecheaová      | 7–5, 6–4    |

### Čtyřhra (3 tituly)
| Č. | datum         | turnaj                | kategorie | povrch | spoluhráčka         | poražené finalistky                            | výsledek         |
| -- | ------------- | --------------------- | --------- | ------ | ------------------- | ---------------------------------------------- | ---------------- |
| 1. | listopad 2018 | Sant Cugat, Španělsko | 25 000    | antuka | Nicoleta Dascăluová | Andreea Roșcaová Renata Zarazúová              | 6–1, 4–6, [10–7] |
| 2. | únor 2019     | Monastir, Tunisko     | W15       | tvrdý  | Cristina Eneová     | Andrea Lázaro Garcíaová Despina Papamichailová | 6–3, 7–6(5)      |
| 3. | červen 2022   | Klosters, Švýcarsko   | W25       | antuka | Brenda Fruhvirtová  | Tayisiya Mordergerová Yana Mordergerová        | 6–0, 6–1         |